# Große Bischofsmütze
Große Bischofsmütze – najwyższy szczyt pasma Gosaukamm w grupie Dachstein, części Północnych Alp Wapiennych. Leży w Austrii, w kraju związkowym Salzburg. Znajduje się ok. 500 m na południowy zachód od   wierzchołka Armkarwand (2356 m), przez który przebiega granica Salzburga z Górną Austrią.
Szczyt można zdobyć ze schroniska Hofpürglhütte (1705 m). Niższy wierzchołek - Kleine Bischofsmütze liczy 2430 m wysokości.
Pierwszego wejścia w 1879 r. dokonali Johann Schrempf i Johann Steiner.